# 伊斯雷尔·卡斯特罗
伊拉爾·卡斯度·馬斯亞斯(Israel Castro Macías，1980年12月20日-)是一名墨西哥足球运动员，目前效力普馬斯。

## 球會生涯

### 普馬斯
他现效力於俱乐部普馬斯。他是自球會的青訓系統所培訓出來，他在頂級隊亮相是于2002年，在球隊奪得2004年联赛冠军中，他時常擔任正選，並對球隊起了很重要的作用。他更在班拿貝盃中一箭定江山勝皇家馬德里1:0。

## 榮譽
球會:
 普馬斯
- 墨西哥聯賽:
  - 冠軍 (3): 2004

- 班拿貝盃: (1) 2004

### 國際賽
墨西哥
- 美洲金盃冠軍 (1): 2009

## 連結
- Israel Castro Profile （页面存档备份，存于） at FootballDatabase